# Porsche Panamera
Porsche Panamera är en fyrdörrars Gran turismo, tillverkad i två generationer av den tyska biltillverkaren Porsche sedan 2009. 

## Porsche Panamera I (2009-2016)
Se vidare under huvudartikeln Porsche 970 Panamera.

## Porsche Panamera II (2016-2023)
Se vidare under huvudartikeln Porsche 971 Panamera.

## Porsche Panamera III (2023- )
Se vidare under huvudartikeln Porsche 972 Panamera.

## Bilder

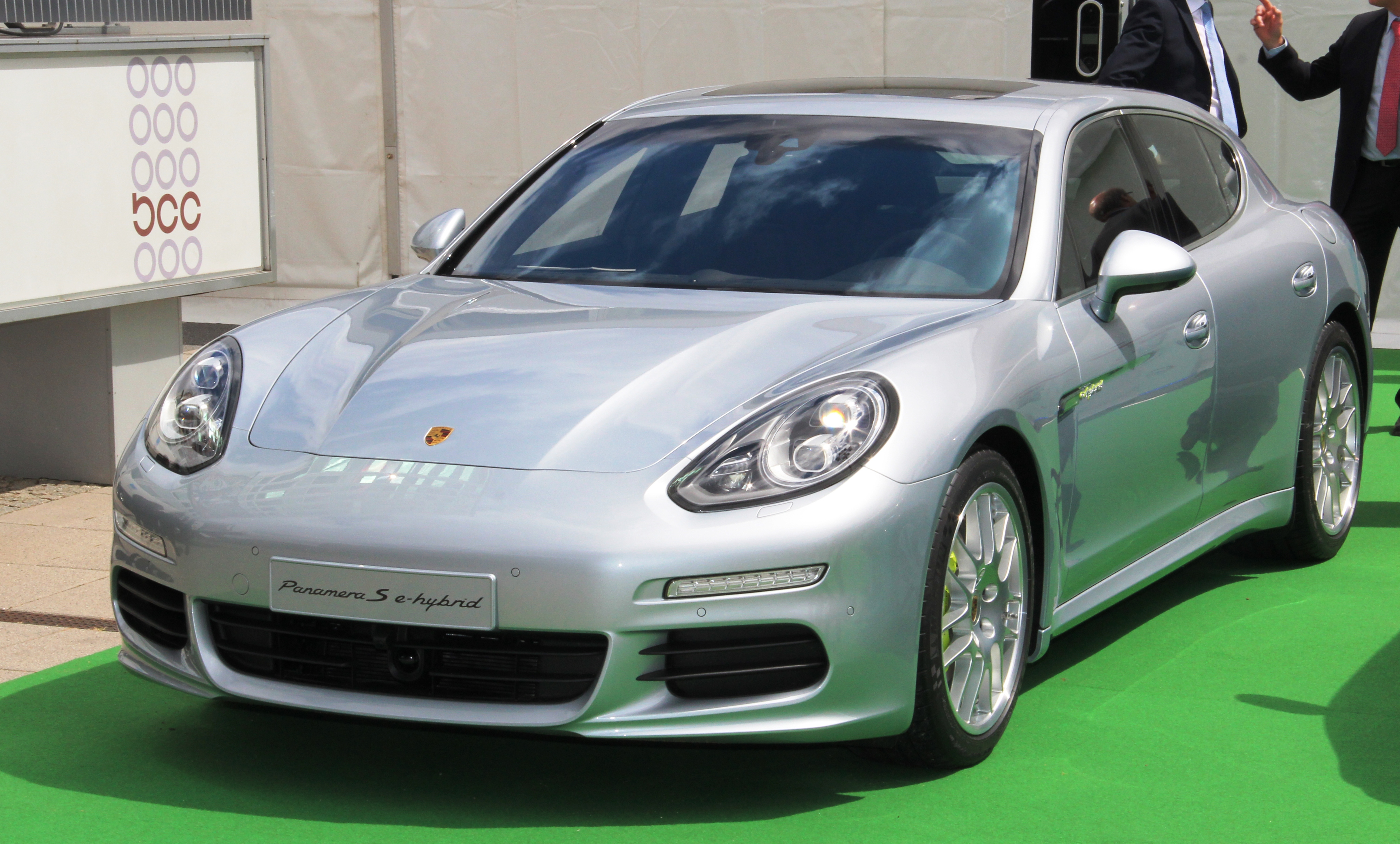
Porsche Panamera I
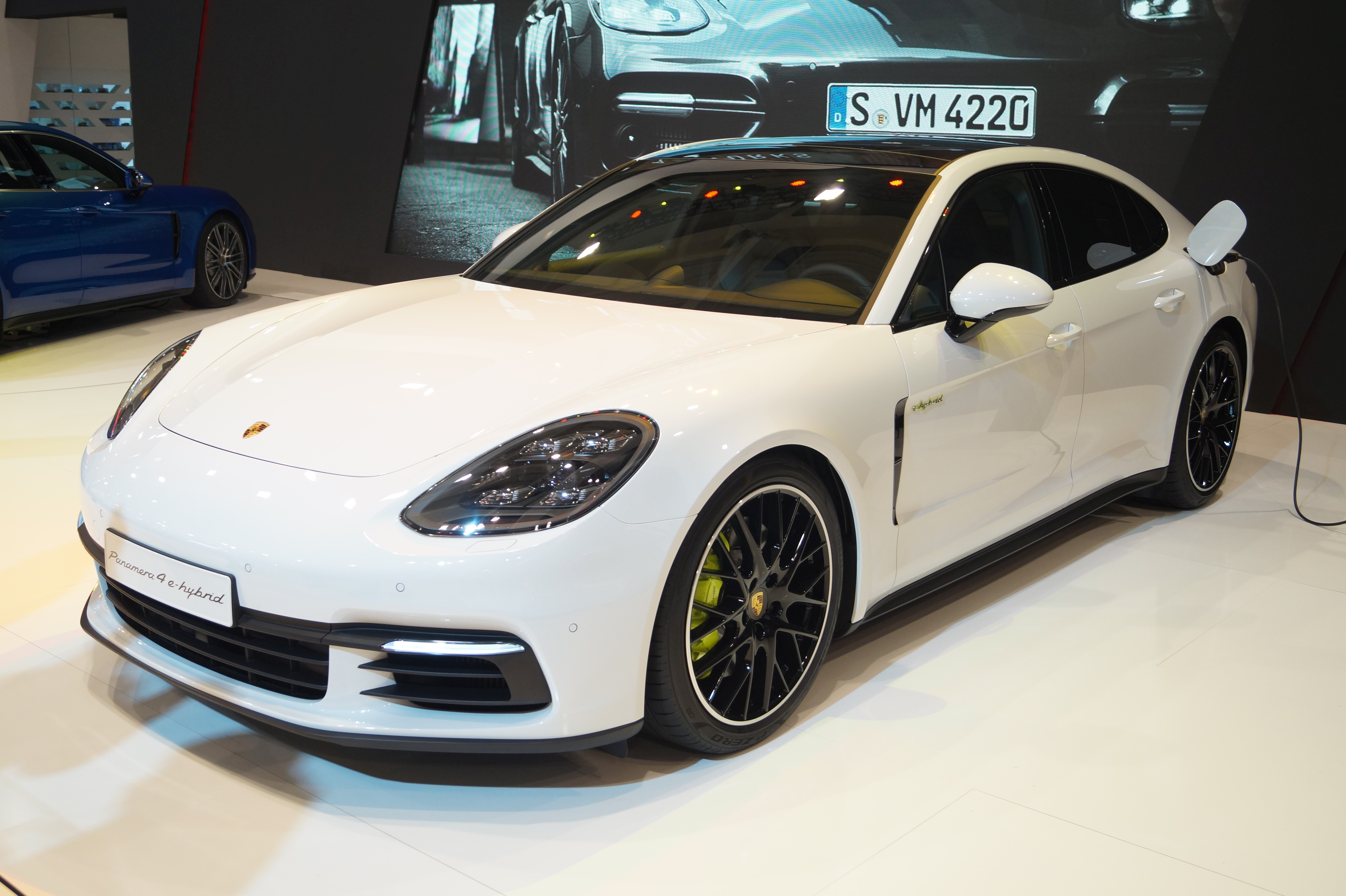
Porsche Panamera II
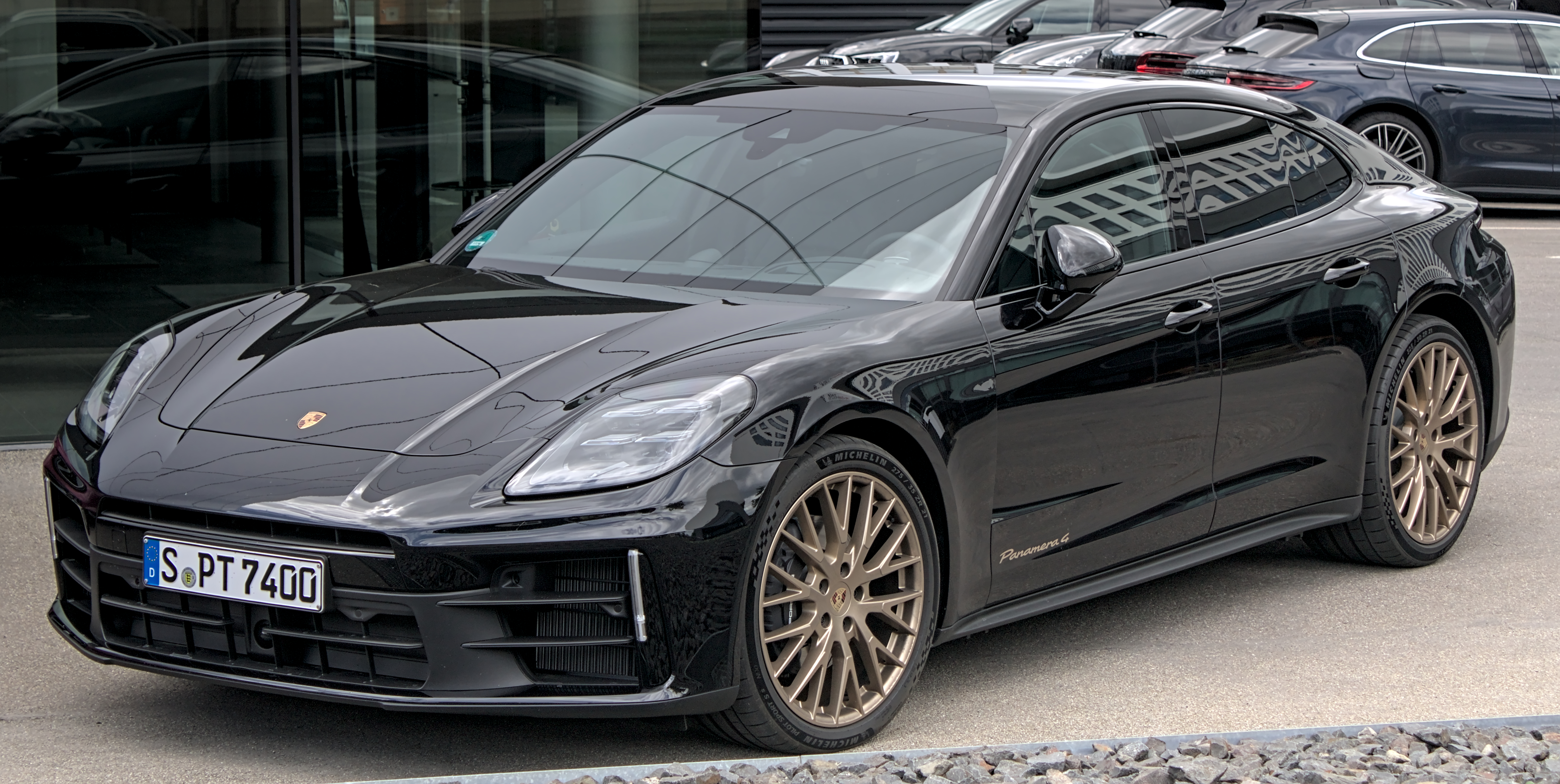
Porsche Panamera III